# Västra Hargs landskommun
Västra Hargs landskommun var en tidigare kommun i Östergötlands län.

## Administrativ historik
När 1862 års kommunalförordningar trädde i kraft inrättades i Sverige cirka 2 500 kommuner. Huvuddelen av dessa var landskommuner (baserade på den äldre sockenindelningen), vartill kom 89 städer och åtta köpingar. I Västra Hargs socken i Vifolka härad i Östergötland inrättades då denna kommun.
Vid kommunreformen 1952 uppgick denna  i storkommunen Vifolka landskommun som 1971 uppgick i Mjölby kommun.

## Politik

### Mandatfördelning i Västra Hargs landskommun 1946
| 1 | 8 | 11 |

| 19 |